# Révolte du Papier timbré
Vous lisez un « bon article » labellisé en 2007.
Pour les articles homonymes, voir Bonnet rouge et Bonnet.

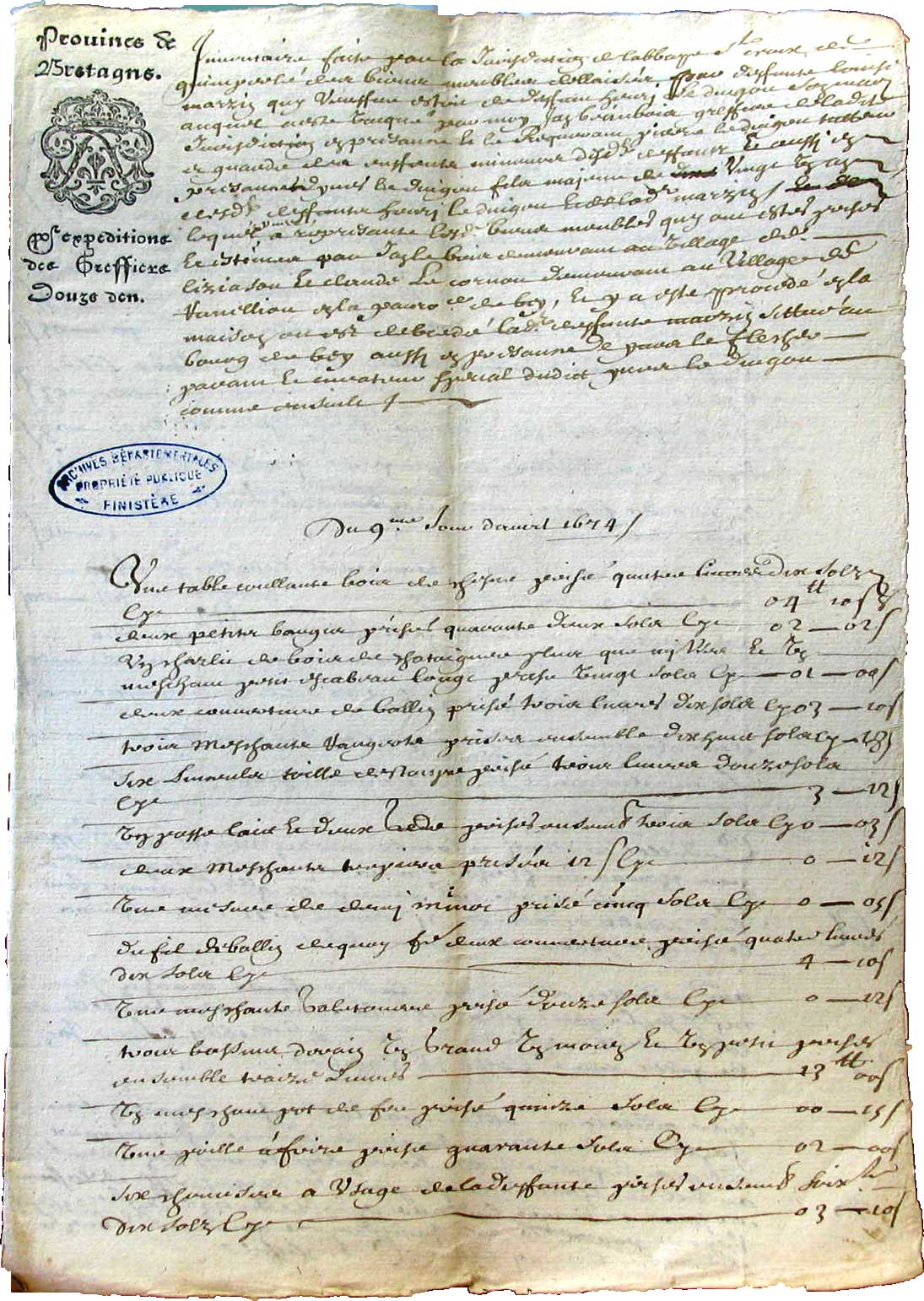
Un exemple d'un des premiers actes produits sur papier timbré à Quimperlé (9 avril 1674, inventaire après décès rédigé par la juridiction de l'abbaye Sainte-Croix de Quimperlé)

La révolte du Papier timbré est une révolte antifiscale d’Ancien Régime qu'a connue l’Ouest de la France, sous le règne de Louis XIV (d’avril à septembre 1675), à la suite d'une hausse des taxes, dont celle sur le papier timbré, requis pour les actes authentiques.
La révolte eut plus d’ampleur en Basse-Bretagne, en se nourrissant d'une hostilité aux seigneurs, sous le nom spécifique de révolte des Bonnets rouges, car des insurgés portaient des bonnets bleus ou rouges selon la région : ainsi, dans le Centre-Ouest de la Bretagne et notamment dans le Poher où la révolte fut plus violente, le bonnet porté par les insurgés était de couleur rouge, tandis qu'il était bleu dans le pays Bigouden. On l'appelle également révolte des Torreben (« casse-lui la tête »,, ou des « Casse-Têtes »), un cri de guerre qui sert aussi de signature dans un des codes paysans.

## Contexte

### Guerre de Hollande
Louis XIV déclare la guerre aux Provinces-Unies en 1672. Mais, contrairement à la guerre de Dévolution, après une progression rapide, l’armée française est stoppée par les inondations volontaires des Hollandais, et la guerre s’éternise. La flotte hollandaise menace les côtes françaises, et notamment la Bretagne, en croisant sur ses côtes en avril-mai (après une descente sur Belle-Île en 1673 et une autre sur Groix en 1674), ce qui gêne le commerce breton.

### Création des fermes du tabac et du papier timbré
Pour financer la guerre, de nouveaux impôts sont levés. D’abord la ferme du papier timbré, une taxe sur le papier timbré, en avril 1674, papier rendu obligatoire pour tous les actes susceptibles d’être utilisés en justice (dont les testaments, contrats de vente et accessoirement, les registres d’état civil), ce qui augmente le prix des actes pour les particuliers, tout en risquant de diminuer le nombre de recours aux praticiens du droit, d’où un mécontentement général. Le 27 septembre 1674, la vente de tabac est réservée au roi, qui prélève une taxe et en afferme la vente : c'est la ferme du tabac. Les personnes autorisées à revendre le tabac (fermiers et commis) rachètent les stocks des commerçants qui en vendaient auparavant. La réorganisation des circuits de vente entraîne une perturbation de la distribution de tabac à fumer et à chiquer qui contribue encore au mécontentement.
À la même période, une nouvelle taxe frappe tous les objets en étain (même achetés de longue date), ce qui mécontente les paysans aisés, ainsi que les cabaretiers qui répercutent la taxe sur les prix des consommations. Enfin, une autre taxe, touchant moins de monde, oblige les roturiers possédant un fief noble à verser une taxe tous les vingt ans (une année de revenu du fief). C'est aussi cette année qu'est créée la ferme d'Occident, qui remplace la Compagnie française des Indes occidentales.

### Situation en Bretagne
Ces nouveaux impôts et ces menaces s’ajoutent à une situation économique difficile en Bretagne. La province est alors très peuplée (environ 10 % de la population du royaume), et épargnée par les disettes et les épidémies depuis les années 1640. Dans les années 1660-1670, elle entre dans une phase de difficultés économiques, consécutives aux premiers effets de la politique de guerre économique de Louis XIV, de l'augmentation sensible et simultanée des impôts, et de faiblesses structurelles : par exemple, diminution des deux tiers du commerce du vin et des toiles d’après le duc de Chaulnes, Charles d'Albert d'Ailly (surnommé an hoc'h lart : le gros cochon, en breton), gouverneur de Bretagne, les revenus issus de la terre (fermages) diminuent eux aussi d’un tiers, entraînant une déflation généralisée, excepté des offices.
Le système du domaine congéable, qui régit les rapports d'une partie des paysans cultivant la terre et possesseurs, est mis en cause par certains : archaïque, il décourage les investissements et les améliorations des méthodes de culture, aussi bien de la part des paysans que des seigneurs. Ceux-ci, en revanche, devant la baisse de leurs revenus depuis 1670, exigent de façon plus pointilleuse leurs autres droits (voir réaction seigneuriale). Ainsi, en 1668, le paiement des servis est refusé dans la région de Carhaix, à Penfrat en Saint-Hernin. Le rôle du système foncier et fiscal est contesté par Jean Meyer : la superposition de la carte de la révolte avec les régions de domaine congéable est « douteuse ». On peut en effet remarquer que des paroisses hors domaine congéable se soulèvent, alors que d'autres, qui en font partie, ne se soulèvent pas. La suppression du système n'est pas abordée dans les codes qui nous sont parvenus.
La révolte est très souvent menée par des femmes. À cette époque, la législation royale est de plus en plus draconienne à l'encontre des femmes, tous leurs droits sont diminués, aussi bien leurs droits économiques que civils (elles ne peuvent plus choisir leur époux par exemple). Ceci heurte dans un pays où la femme occupe traditionnellement une place très importante, et on en trouve mention dans les codes paysans. Enfin, la Bretagne est un pays d'états, où l’impôt sur le sel, la gabelle, n'existe pas, et où les nouveaux impôts doivent être acceptés par les États depuis l’acte d'Union de la Bretagne à la France. En 1673, les États avaient, outre un don gratuit de 2,6 millions de livres, acheté la suppression de la Chambre des domaines (qui privaient certains nobles de droit de justice) pour la même somme et racheté les édits royaux instituant les nouveaux impôts, plus diverses autres dépenses en faveur du pouvoir royal qui s'élèvent à la somme exorbitante de 6,3 millions de livres. Un an après, les mêmes édits sont rétablis, sans consultation des États. Et c'est par le Parlement de Bretagne que Louis XIV fait enregistrer la taxe sur le papier timbré en août 1673, et la taxe sur le tabac en novembre 1674, au mépris des « libertés bretonnes » (c'est ainsi que les Bretons de l'époque appelaient leurs privilèges en vertu du traité d'union de la Bretagne à la France). Les nouvelles taxes touchent plus les paysans et le petit peuple des villes que les privilégiés, et font craindre une introduction de la gabelle. Tout cela crée un large front de mécontentement contre la brutalité inédite de l'État royal.

## Déroulement

### Émeutes urbaines

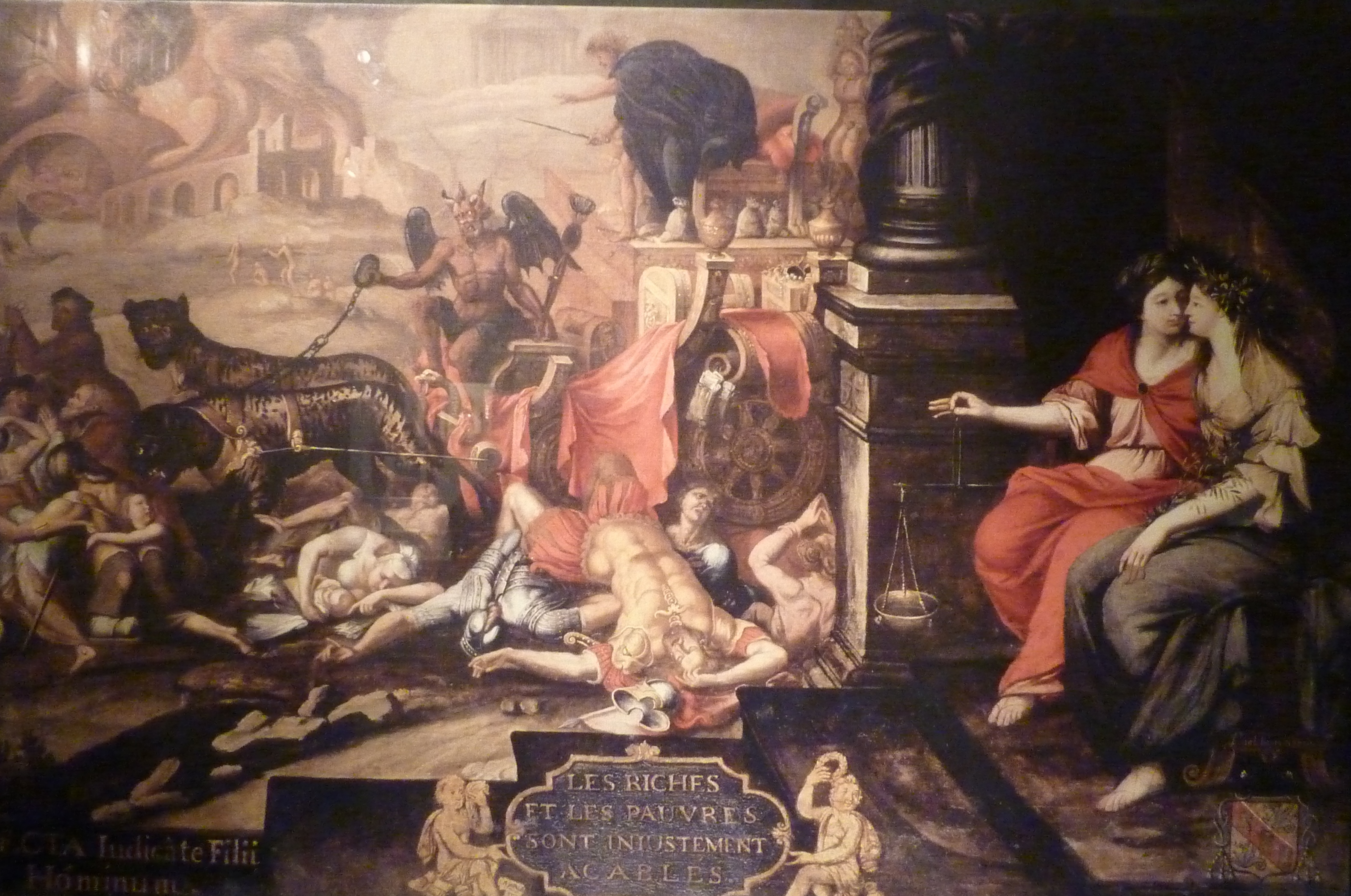
Jean-Bernard Chalette : Allégorie de la révolte du Papier timbré (musée des Beaux-Arts de Rennes)

Le soulèvement débute à Bordeaux : du 26 au 30 mars, la ville est aux mains des émeutiers. Les garnisons sont insuffisantes. Cela empêche César d’Albret, gouverneur de la ville, de rétablir l’ordre. Les bourgeois refusent la levée des milices. À partir du 29, les paysans des environs arrivent à Bordeaux pour prêter main-forte aux émeutiers. Le parlement de Bordeaux rend un arrêt de suspension des nouvelles taxes sous la pression populaire. La nouvelle atteint Rennes et Nantes, qui se soulèvent début avril ; d’autres villes du sud-ouest se soulèvent également pour les mêmes raisons (émeutes à Bergerac les 3 et 4 mai, etc.). Le 6 avril, le roi fait une déclaration d’amnistie pour les émeutes de Bordeaux, son gouverneur n’ayant pas les moyens de reprendre la ville en main.
En Bretagne, les émeutes urbaines réellement spontanées se limitent aux deux grandes villes, Rennes et Nantes. Le schéma y est le même : les bureaux de papier timbré ou de marque de la vaisselle en étain sont pillés, des affrontements ont lieu au cri de « Vive le roi sans la gabelle ! ». Un premier soulèvement a lieu à Rennes le 3 avril, mais le calme est vite ramené par le procureur général du roi au Parlement. Une nouvelle émeute a lieu le 18 avril (au moins dix morts), qui se propage le lendemain à Saint-Malo, où les troubles sont « légers » d'après Auguste Dupouy, ce qu'il explique par le fait que « les terre-neuvas étaient partis ou en partance », puis le 23 à Nantes, et à nouveau le 3 mai à Rennes et Nantes. D'autres villes s'agitent : Guingamp, Fougères, Dinan, Morlaix.
Les milices bourgeoises sont peu fiables, et soutiennent quelquefois les émeutiers. Le 8 juin, les troupes envoyées pour ramener le calme provoquent la colère à Nantes (sous l’Ancien Régime, toute troupe est logée chez l’habitant, à sa charge : or, Nantes comptait parmi ses privilèges l’exemption du logement des gens de guerre), durant trois jours (9 au 11 juin) : le duc de Chaulnes est assiégé dans son manoir, mais donne l’ordre de ne pas tirer, puis fait évacuer les troupes. Il subit des humiliations si importantes (insultes, absence de possibilité de réaction, l’évêque est pris en otage et échangé contre une émeutière prisonnière le 3 mai) qu’il cache la réalité de l’agitation dans ses rapports au roi, à partir de la fin juin. Le bureau du papier timbré est mis à sac le 19 juillet à Rennes, une dernière fois.[réf. nécessaire]

### Soulèvement dans l’Ouest de la Bretagne
L’exemple des villes est suivi, à partir du 9 juin, par les campagnes de Basse-Bretagne : la révolte connaît plusieurs foyers, de la baie de Douarnenez à Rosporden, Briec et Châteaulin. Les 3 et 4 juillet, la révolte atteint les environs de Daoulas et Landerneau, le 6 elle est aux alentours de Carhaix, le 12 de Brasparts à Callac et Langonnet, et une dernière vague se produit les 27 et 28 aux alentours du Faouët, à Lanvénégen par exemple, à l'occasion du pardon de Saint-Urlo. Les villes ne participent pas, mais sont attaquées : Pontivy est prise le 21 « par 2000 paysans qui absorbent ou répandent le contenu de 400 muids de la ferme des devoirs », mais délivrée « par ses bourgeois » le 21 juin ; le duc de Chaulnes, gouverneur de Bretagne, est obligé de se réfugier à Port-Louis.
Le 23 juin 1675, un groupe de paroissiens se soulève dans l'église Saint-Tugdual de Combrit et moleste le seigneur du Cosquer. Peu après, les habitants de quatorze paroisses du Pays Bigouden commencent à détruire tous les actes consignant les privilèges seigneuriaux. Le Code paysan, établi le 2 juillet 1675, probablement en la chapelle Notre-Dame de Tréminou en Plomeur, trouve son origine dans leurs revendications. Les paysans se révoltent lorsque se répand le bruit que la gabelle va être introduite dans la province. La jacquerie éclate au milieu de la zone du domaine congéable, précisément là où ce régime est le plus dur. Le duc de Chaulnes reconnaît que « les seigneurs chargent beaucoup [les paysans] ». Les châteaux sont assiégés et pillés, ainsi que les bureaux du papier timbré ou des devoirs (taxe sur les boissons), des nobles attaqués et tués.
Le maximum de soulèvement est atteint fin juillet-début août dans le Poher, où Carhaix et Pontivy, ces villes se rallient à la cause des bonnets rouges et les collecteurs d'impôts sont particulièrement visés. Les paysans sont commandés dans cette région par un notaire, Sébastien Le Balp. Début septembre, il vient  avec 2000 Bonnets rouges au château du Tymeur. Laissant les marquis au manoir, Le Balp rejoint ses hommes et fait sonner le tocsin. 30 000 hommes  se mettent en marche dans le but de se regrouper le soir du 3 septembre à Poullaouen. Sébastien le Balp avait été le notaire de Renée Mauricette de Plœuc, marquise du Tymeur. Il revient au château pour essayer de convaincre le marquis de les rejoindre mais il est tué par surprise d'un coup d'épée par le beau-frère de Renée Mauricette de Plœuc, Claude Percin, fait marquis de Montgaillard par le roi quatre ans auparavant. La mort de Sébastien le Balp, la nuit du 3 septembre, veille du soulèvement général prévu, met fin à l'insurrection. Ces violences permettent de faire signer aux nobles l'abandon de certaines taxes ; l’abbaye de Langonnet est aussi contrainte de revoir à la baisse ses redevances en nature et en numéraire.

### Codes revendicatifs
Les paysans révoltés établissent des codes et règlements, sous plusieurs noms (code paysan, pessovat – ce qui est bon –…). On en connaît huit, préfigurations, par leur contenu, les cahiers de doléances de la Révolution française. Le Règlement des 14 paroisses, probablement établi à l'église Notre-Dame de Tréminou en Plomeur, est le plus connu. Il semble faire suite à différents textes antérieurs. Rédigé en français, il engage les habitants de quatorze paroisses et doit être affiché aux carrefours et lu lors des sermons du dimanche, comme les proclamations royales. Il ne remet pas en cause le régime politique, mais demande que les paysans soient représentés aux États de Bretagne (article 1) ; appelle au retour au calme et à la fin des violences (articles 2 et 3), mais la ville de Quimper et les paroisses environnantes sont menacées de blocus si elles ne ratifient pas le code (article 13) ; au nom de la liberté armorique, il proclame l’abolition des droits de champart et corvée prétendus par les gentilhommes (article 4), mesures des plus audacieuses, le champart étant la principale ressource des seigneurs ; cet article reflète aussi la dégradation récente de la situation paysanne devant l’augmentation des exigences seigneuriales, allant au-delà du droit et des coutumes. Dans les articles suivants (6 à 9), les demandes sont surtout anti-fiscales, une exigence de justice et d’arrêt des abus est formulée, mais dans le cadre de la justice seigneuriale (article 10), donc sans remise en cause du système existant. L’article 5 demande même des mariages mixtes entre nobles et paysans, avec le droit pour les femmes nobles de choisir leur mari (le droit des femmes à choisir leur mari avait été aboli sous le règne de Louis XIV). L'article 11 est également notable, avec une demande d'interdiction de la chasse entre le 1er mars et la mi-septembre.

### Reprise en main et répression

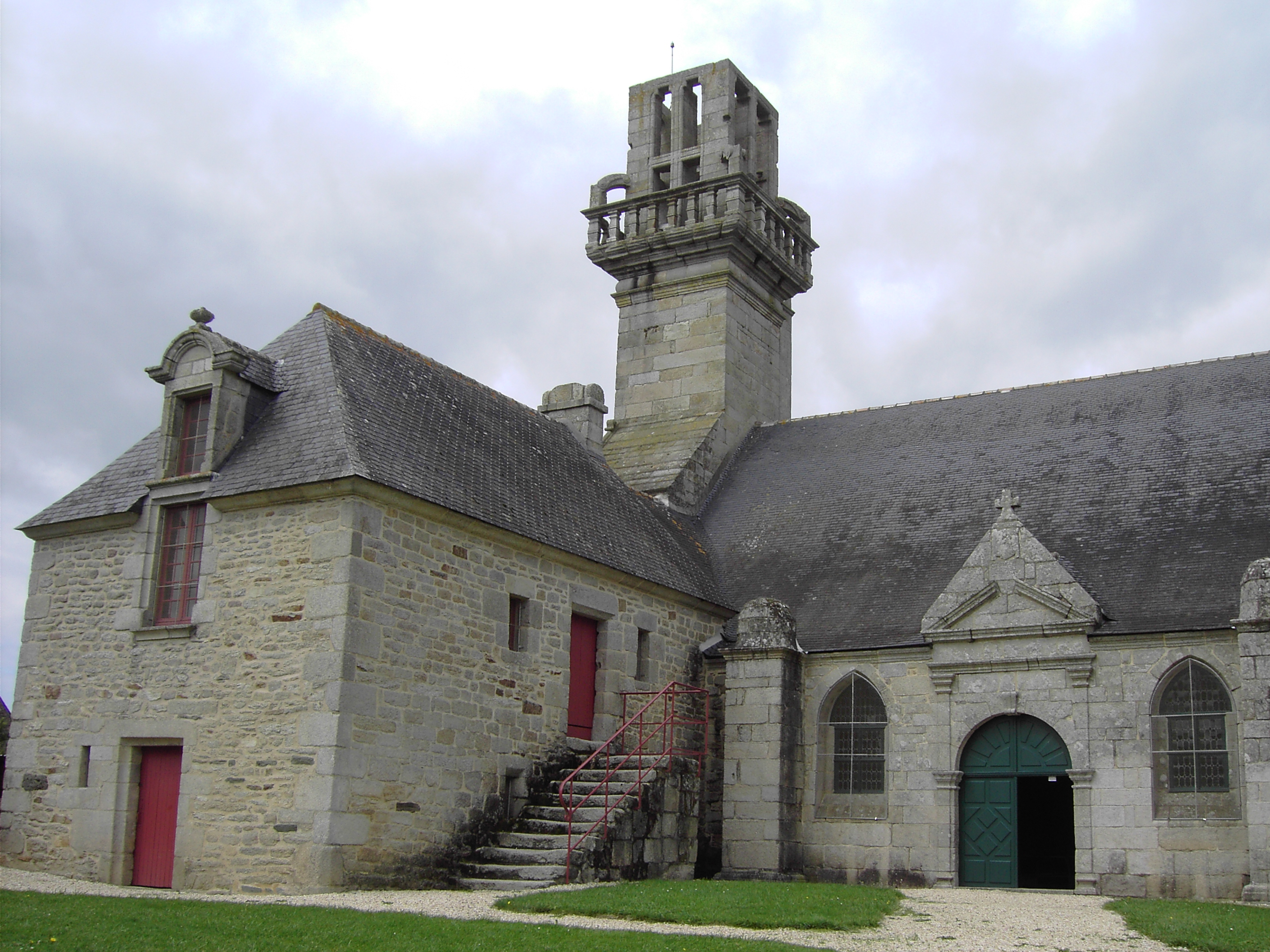
Exemple de clocher décapité : ici la chapelle de Languivoa.

Toutes les villes fortifiées forment autant d’îlots de résistance (Concarneau, Pont-l'Abbé, Quimper, Rosporden, Brest et Guingamp). Dans cette dernière ville, trois émeutiers, dont une femme, sont pendus. La « punition » commence à Nantes, où les troupes séjournent trois semaines, et où le meneur Goulven Salaün, un valet de cabaret bas-breton, est pendu. Les missionnaires, notamment Julien Maunoir et les jésuites sont aussi mobilisés, et font hésiter de nombreux paysans, ce qui permet d’attendre l’arrivée de troupes venues d'Allemagne, celles-là mêmes qui ont exercé, l'année précédente, sur ordre de Turenne, le premier ravage du Palatinat. Elles arrivent fin août, et opèrent à partir d’Hennebont et Quimperlé. À Combrit, quatorze paysans sont pendus au même chêne. Les chefs capturés sont exécutés après avoir été torturés. La campagne dure tout le mois de septembre.
En France, dans l’Aquitaine et la Gascogne, l’arrivée des troupes et leur séjour de quelques semaines suffit généralement à ramener le calme. À Bordeaux, le parlement revient sur son arrêt de suspension des taxes le 18 novembre : la ville est punie par l’obligation d’accueillir dix-huit régiments durant l’hiver (les soldats et les officiers étaient logés chez l’habitant, à la charge complète de la municipalité), ce qui aurait coûté près d’un million de livres à la ville. De plus, le château Trompette est agrandi et sa garnison augmentée, ce qui augmente le pouvoir symbolique et militaire du roi sur la ville, qui voit par ailleurs la porte Sainte-Croix (au sud de la ville) détruite. Autre mesure symbolique : les cloches des églises Saint-Michel et Sainte-Eulalie sont confisquées.
En Bretagne, le bilan de la répression est difficile à chiffrer, en effet le roi ordonne la destruction de toutes les archives judiciaires concernant la rébellion et, de ce point de vue, cette répression reste la moins connue de toutes les grandes rébellions du XVIIe siècle, et aucune étude de fond sur le sujet n'a été menée. Au nom du roi Louis XIV, le duc de Chaulnes ordonne dès le mois d'août une sévère répression en pays Bigouden : des insurgés sont pendus, d'autres envoyés aux galères. Les cloches qui avaient sonné le tocsin pour mobiliser les paysans furent descendues, par exemple à l'église Notre-Dame de Languivoa en Plonéour-Lanvern, et six clochers furent entièrement arasés à Saint-Tugdual de Combrit, Saint-Jacques de Lambour, Saint-Honoré à Plogastel-Saint-Germain, Saint-Philibert en Lanvern, Notre-Dame de Languivoa en Plonéour et Tréguennec où les historiens sont divisés pour affirmer s'il s'agit du clocher de l'actuelle église paroissiale (l'église Notre-Dame de Pitié), située à l'extérieur du bourg, ou de l'ancienne église paroissiale détruite au XIXe siècle. Certains n'ont jamais été reconstruits tels le clocher de Saint-Jacques de Lambour à Pont-l'Abbé ou de Saint-Philibert à Lanvern.

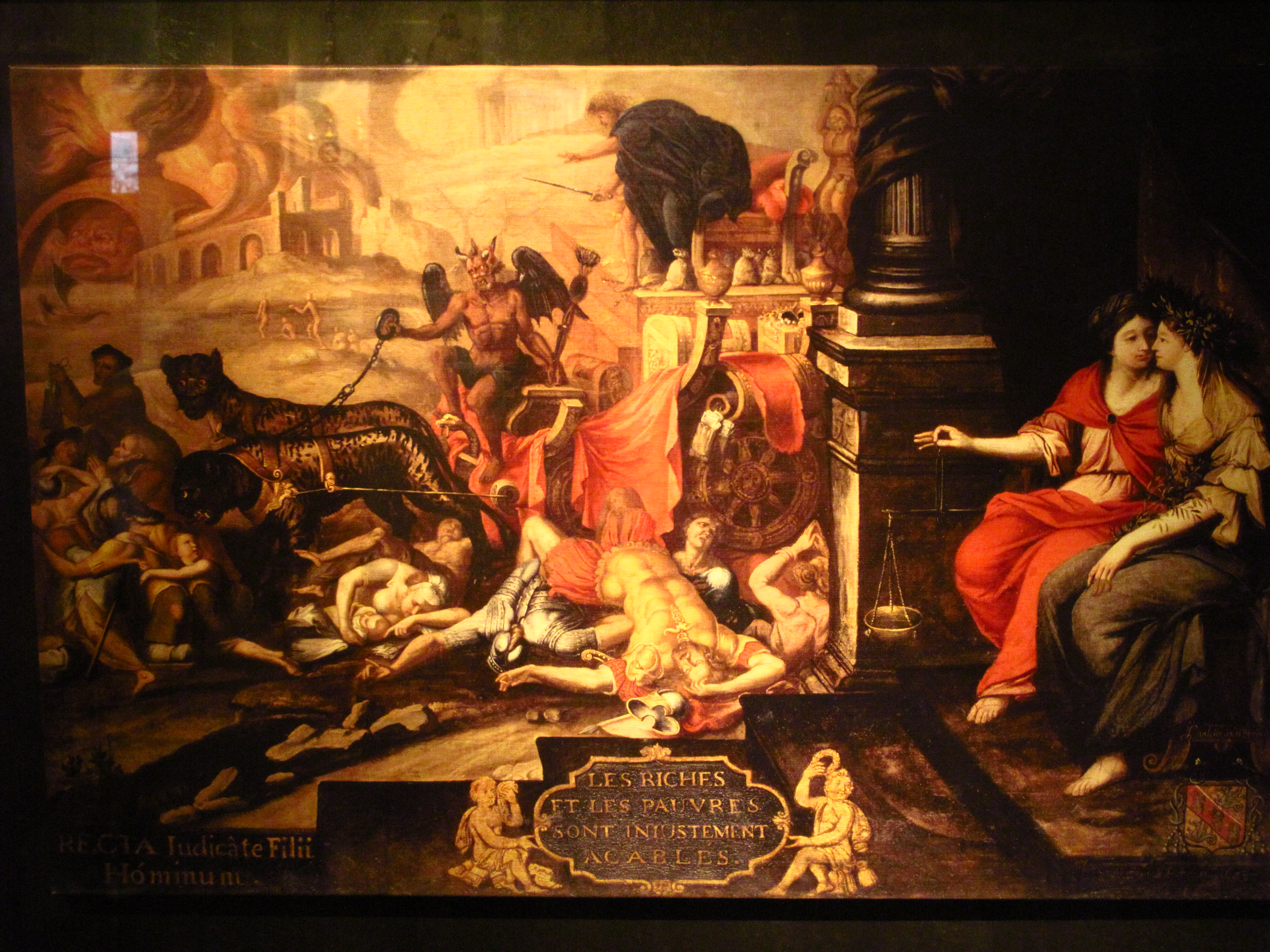
« L'injustice », peinture allégorique de la révolte par Jean-Bernard Chalette (1676) : l'impôt est représenté sous la forme d'un char tiré par deux tigres et conduit par un diable, sur lequel se trouve le duc de Chaulnes avec à ses pieds des sacs d’or, des coffres de bijoux et de pierres précieuses, et du papier timbré au-dessus de la roue. À droite, les allégories de la Justice et la Paix, assises devant un temple, détournent le regard. À gauche, la ville de Rennes est envahie par les flammes de l'Enfer.

Pour Jean Delumeau, la promesse d’amnistie est assez largement appliquée et la répression reste mesurée et moins de quatre-vingts des chefs passèrent en justice, le duc de Chaulnes ne croyant pas à l'efficacité d'une répression féroce. De nombreuses personnes recherchées s’enfuient à Paris ou à Jersey. La répression est également peut-être moins forte que souhaitée par crainte de l'isolement des soldats en pays de bocage. D’autres auteurs, s’appuyant sur d'autres éléments, jugent que la répression a été féroce. C’est le cas de Joël Cornette, c'est également le cas de Garlan et Nières (1975), dans leur conclusion revue en 2004. Les principaux responsables sont envoyés devant une commission extraordinaire du parlement, les présidiaux pouvant juger exceptionnellement en dernier ressort, ce qui aboutit à de rapides condamnations à mort. Dès octobre 1675, des condamnations aux galères et à la peine de mort sont prononcées envers les responsables.
Les communautés villageoises sont sommées de livrer les meneurs sous peine de représailles collectives, les cloches ayant sonné le tocsin sont déposées et plusieurs églises sont décapitées avec interdiction de les remonter. Le 12 octobre 1675, le duc de Chaulnes entre à Rennes, avec 6 000 hommes, logés chez l’habitant (voir dragonnades) : durant un mois, la ville subit les violences de la troupe, puis d’autres prennent leurs quartiers d’hiver. Les habitants de la rue Haute sont expulsés, un tiers de la rue est démolie. Le parlement est exilé à Vannes le 16 octobre (exil qui dure jusqu’en 1690) et ne peut retourner à Rennes que contre un subside extraordinaire au roi de 500 000 livres, tout comme le parlement de Bordeaux, exilé à Condom le 22 novembre, puis à Marmande et La Réole (lui aussi ne revient à Bordeaux qu’en 1690). Toute résistance politique à l’absolutisme est annihilée. Les États de Bretagne acceptent l’année suivante une augmentation du don gratuit de 15 %, et toutes les exigences financières suivantes du gouvernement, sans oublier les gratifications aux ministres, en particulier à Colbert et sa famille. La Bretagne doit subvenir entièrement aux besoins des troupes de répression, puis d’une armée de 20 000 hommes (ce dernier point en représailles aux doléances des États de novembre 1675). Le 5 février 1676 (enregistré le 2 mars par le Parlement), Louis XIV accorde son amnistie, avec plus de cent cinquante exceptions réparties dans presque toute la Basse-Bretagne.

### Transactions
La résolution de la révolte est aussi judiciaire. En juillet 1675, les insurgés de vingt paroisses de Scaër à Berrien, avaient assiégé et pillé le château du Kergoët, en Saint-Hernin, près de Carhaix. Le propriétaire, Le Moyne de Trévigny, seigneur du Kergoët, était réputé lié à ceux qui avaient introduit en Bretagne les impôts du timbre et du tabac. Une transaction entre les paroisses et Le Moyne de Trévigny est approuvée par les États de Bretagne en octobre 1679. En août 1675, sept habitants de Plomeur sont mandatés pour traiter avec M. du Haffont pour le dédommager du pillage de son manoir situé à Plonéour-Lanvern. La transaction aboutit à un accord devant notaire. Un accord semblable est passé avec les habitants de Treffiagat. En juin 1676, les sommes dues sont réduites de moitié. Le mois suivant, des habitants de Plonéour-Lanvern et de Plobannalec sont mis en demeure de fournir huit tonneaux de grains pour remplacer le blé pillé. En 1692, le fils de M. du Haffont, décédé entre-temps, se plaint de n'avoir toujours pas reçu un sou de dédommagement. D'autres contentieux de ce type traîneront devant les tribunaux jusqu'en 1710 au moins.

## Bilan historique
L’ampleur de la révolte est exceptionnelle pour le règne de Louis XIV : 

« Ce qui se passe (…) est tout bonnement inouï dans le contexte de l'époque. Concevables à l'époque de Louis XIII, les événements ne le sont plus depuis l'arrivée au pouvoir de Louis XIV, et restent d'ailleurs absolument uniques, à l'échelle du royaume, entre la Fronde et 1789, si l'on excepte bien entendu le cas très particulier des camisards cévenols. »

— Alain Croix
Durant le règne de Louis XIV, c’est la révolte où les autorités locales ont le plus laissé faire les émeutiers, les particularismes locaux rapprochant élites et peuple en Bretagne. Ceux-ci sont certes spontanés, mais s’organisent rapidement, et rallient des groupes de plus en plus larges au sein de la société. À côté du pillage, on observe, ce qui est singulier, des prises d’otages et la rédaction de revendications. Arthur de La Borderie voit dans la révolte du Papier timbré une révolte antifiscale contre les nouveaux impôts. Il récuse en revanche les explications et les propos du duc de Chaulnes qui rapporte les « mauvais traitements » des gentilshommes bretons envers les paysans. Il explique que la colère des paysans révoltés se tourne contre les nobles pour deux raisons : ils constituent pendant longtemps la seule force de maintien de l'ordre disponible dans les campagnes, et leurs châteaux servent de cibles, faute d'agents du fisc. Enfin, il rapproche certaines observations faites en 1675 (« les passions mauvaises, les idées extrêmes et subversives qui fermentent nécessairement dans toutes les masses révoltées » qui en arrivent « au communisme et aux violences contre les prêtres ») des événements survenus durant la Commune de Paris : « Tant il est vrai que rien n'est nouveau sous le soleil et que les passions populaires, une fois affranchies du frein social, se précipitent d'un seul bond au gouffre de la barbarie », en citant le curé de Plestin (« Les paysans se croyaient tout permis, réputaient tous biens communs, et ne respectaient même plus leurs prêtres : en certains lieux, ils voulaient les égorger, en d'autres, les expulser de leurs paroisses ») : pour lui, la révolte de 1675 est aussi un épisode de la lutte des classes.
L’historien soviétique Boris Porchnev a travaillé essentiellement sur le riche fonds Séguier, qu’il avait à sa disposition à Léningrad. Il décrit lui aussi cette révolte comme antifiscale, temps fort de la lutte des classes, mais il en élargit les causes à une révolte contre les prélèvements des seigneurs fonciers (nobles et ordres religieux). Il propose également une analyse patriotique bretonne de ce soulèvement en citant un article de N. Ia. Marr qui fait un parallèle entre la situation des Bretons en France et les « allogènes » caucasiens en Russie tsariste. Boris Porchnev écrit : « Le rattachement définitif de la Bretagne à la France, confirmé par les États de Bretagne, avait eu lieu en 1532. Peut-on parler d'asservissement national et de lutte de libération nationale des Bretons, étant donné que la noblesse bretonne s'était déjà entièrement francisée et que, au fond, seuls demeuraient bretons les paysans ? La réponse est contenue dans l'état actuel du problème breton en France. En dépit d'une dénationalisation continue d'une partie des Bretons, ce problème demeure typique des « minorités nationales » et ne saurait être résolu dans les conditions d'un régime bourgeois ». Boris Porchnev conclut : « Nous trouvons justement dans le XVIIe siècle les racines historiques lointaines de cette lutte ». Enfin, pour lui, la révolte de 1675 annonce 1789.

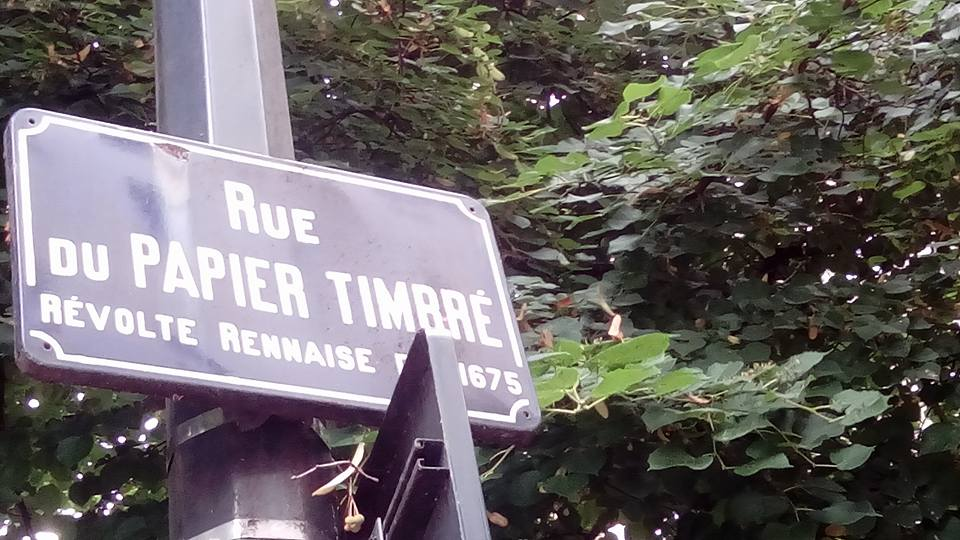
La rue du Papier Timbré, « révolte rennaise », à Rennes.

Pour Alain Croix, la révolte est un affrontement entre la bourgeoisie et ses alliés d'une part, l'Ancien Régime d'autre part, comme lors de la Révolution française, « à une échelle différente. La pression en faveur du changement est modeste en Bretagne, et l'originalité de la situation de la province l'isole de toute manière dans le vaste royaume de France : il n'y a d'ailleurs pas ailleurs l'équivalent des révoltes de 1675 ». Il lie également la révolte aux différences entre l’économie bretonne, très maritime, et celle de la France, davantage tournée vers le continent.
Roland Mousnier met également en avant l’archaïsme du système seigneurial breton comme cause de la révolte, qu’il juge essentiellement anti-fiscale.
Jean Nicolas note la durée de la révolte, le rapprochement entre élites et peuple en Basse-Bretagne, la formulation de revendications précises.

## Conséquences à moyen et long terme
Outre la réduction au silence des États et du parlement, la reprise en main permet également l’établissement d’une Intendance de Bretagne (la Bretagne était la dernière province à ne pas connaître cette institution représentante du pouvoir central) que les États de Bretagne avaient jusqu'alors toujours réussi à éviter. La Bretagne entière est ruinée en 1679 par l'occupation militaire selon les États.
En Basse-Bretagne, les zones révoltées sont aussi celles qui furent favorables aux Bleus lors de la Révolution française, et qui virent la crise la plus importante des vocations religieuses au XIXe siècle. Elles correspondent également aux zones du « communisme rural breton », ainsi qu'aux zones où la langue bretonne est la plus vivante. Un pardon, célébré le quatrième dimanche de septembre en la chapelle Notre-Dame de Tréminou, commémore cet épisode de l'histoire bretonne.

## Postérité
Victor Hugo fait référence à la Révolte du Papier timbré dans Les Contemplations et particulièrement dans son poème Écrit en 1846, où il défend la Révolution française. Il s'attaque, de manière détournée, aux massacres royaux en mentionnant Madame de Sévigné et son ami, le duc de Chaulnes. Il y déclare : 
Pas plus que Sévigné, la marquise lettrée,

Ne s’étonnait de voir, douce femme rêvant,

Blêmir au clair de lune et trembler dans le vent,

Aux arbres du chemin, parmi les feuilles jaunes,

Les paysans pendus par ce bon duc de Chaulnes,

Vous ne preniez souci des manants qu’on abat

Par la force, et du pauvre écrasé sous le bât.
Dans les années 1970, la révolte des Bonnets rouges a été présentée par les historiens comme une étape de la lutte du peuple breton pour son émancipation. En 1975, le Parti communiste français (PCF) organise une fête à Carhaix pour célébrer le tricentenaire de la révolte. De son côté, l'Union démocratique bretonne (UDB) fait jouer Le Printemps des Bonnets rouges, la pièce de théâtre de Paol Keineg, dans une tournée qu'elle organise sous chapiteau, à travers la Bretagne, avec la troupe parisienne du Théâtre de la Tempête.
Dans l'album de Tri Yann Rummadoù (Générations) paru en 2011, la chanson Hañvezh ar Bonedoù ruz est consacrée à la révolte des Bonnets rouges.
Le sculpteur breton Alain Marcon relate des épisodes de la révolte en 1975 dans six bas-relief en bois polychrome. L'œuvre, La révolte des Bonnets Rouges, est acquise en 1977 par le musée d'art et d'histoire de Saint-Brieuc.
En 2013, des manifestants du Finistère s'opposant à l'instauration de l'écotaxe arborent des bonnets rouges en référence à la révolte du Papier timbré, contestation connue sous le nom de mouvement des Bonnets rouges.